# Пухлина головного мозку
Пухлини головного мозку — гетерогенна група різних внутрішньочерепних новоутворень, доброякісних або злоякісних, які виникають унаслідок запуску процесу аномального неконтрольованого ділення клітин, які у минулому були нормальними складовими самої тканини мозку (нейрони, гліальні клітини, астроцити, олігодендроцити, епендімальні клітини), лімфатичної тканини, кровоносних судин мозку, черепно-мозкових нервів, мозкових оболон, черепа, залозистих утворень мозку (гіпофіза і епіфізу), або що виникають унаслідок метастазування первинної пухлини, що знаходиться в іншому органі.
Тип пухлини визначається клітинами, що її формують. Залежно від локалізації і гістологічного варіанту формується симптоматика захворювання.
Хворі на пухлини головного мозку становлять близько 4 % серед хворих з органічними ураженнями нервової системи. Пухлини головного мозку по частоті займають п'яте місце серед пухлин інших локалізацій, поступаючись пухлинам шлунку, матки, легень і стравоходу. Зустрічаються пухлини головного мозку у будь-якому віці, проте відзначається деяке переважання їх в пубертатному періоді (12-18 років) і у віці 45—50 років.
Походження пухлин головного мозку досі не встановлено. Передбачають, що вони розвиваються із клітин, які затримались на ранніх стадіях свого перетворення в зрілі форми. Рідше пухлини виникають із зрілих клітин. У розвитку пухлин головного мозку надають значення ендогенним і екзогенним факторам (гормональні впливи, збудникам інфекційних хвороб, травми та інше).

## Класифікація
Пухлини головного мозку бувають:
- первинними і вторинними (метастатичними),
- доброякісними і злоякісними,
- одиничними і множинними.

Залежно від розташування по відношенню до речовини мозку пухлини розрізняють:
- позамозкові (екстрацеребральні)
- внутрішньомозкові (інтрацеребральні).

Екстрацеребральні пухлини походять не з самої речовини головного мозку, а з тканин, що прилягають до нього (оболони мозку, судини, кістки черепа).
За складом клітин виділяють:

МРТ голови в сагітальній площині після видалення мультиформної гліобластоми

- Гліоми, що походять із глії — вони складають основну частину пухлин головного мозку. Гліома — специфічна пухлина головного мозку, що походить з мозкової речовини. Найчастіше вона характеризується інфільтруючим ростом. Розміри і консистенція її різноманітні: від дрібних до дуже великих, від м'якої до щільної консистенції. Гліозні пухлини можуть кістозно перероджуватись, інколи в них спостерігається відкладення вапна. Перебіг гліоми також різний, іноді доброякісний, іноді пухлина має характер злоякісного новоутворення. За своїми морфологічними особливостями гліому поділяють на кілька видів. Найчастіше зустрічається астроцитома, спонгіобластома, медулобластома.
- Невриноми — пухлини черепних нервів. Невринома бере початок із шару нейролемоцитів (шванівської оболонки) нерва. У порожнині черепа, як правило, розміщується в ділянці мостомозочкового трикутника.
- Менінгіоми або арахноідендотеліоми — пухлини оболон мозку. Менінгіома (арахноїдендотеліома) складається з клітин ендотелію і сполучної тканини. Пухлина інкапсульована, доброякісна. Нерідко обумовлює зміни в кістках черепа відповідно місця її розташування.
- Аденоми гіпофіза. Бувають трьох видів: еозинофільні, базофільні, хромофобні. Інколи аденома набуває характеру злоякісного новоутворення, це аденокарцинома.
- Метастатичні пухлини (рак, саркома).
- Інші пухлини, що спостерігаються рідше.

У нейрохірургії прийнято класифікацію пухлин головного мозку відносно їхнього розташування в порожнині черепа, оскільки з цим зв'язані оперативні підступи до пухлин. Згідно з цією класифікацією розрізняють пухлини:
- супратенторіальні (розташовані вище мозочкового намету),
- субтенторіальні (розташовані нижче мозочкового намету),
- туберогіпофізарні.

## Клінічні прояви
Основні симптоми: прогресуючий головний біль, що може супроводжуватися втратою зору, частковим або повним паралічем кінцівок, розладами ходи, мови чи пам'яті, втратою звичних для людини навичок, раптовими психічними розладами чи епілептичними нападами.

## Діагностика
Основний метод діагностики: магнітно-резонансна томографія (МРТ).

## Лікування

### Хірургічне втручання
Хірургічне втручання є одним з основних методів лікування пухлин головного мозку, який часто є першим етапом терапії або поєднується з іншими методами, такими як променева або хіміотерапія. Хірургічне лікування спрямоване на видалення пухлини з мінімальним пошкодженням здорових тканин мозку, що допомагає полегшити симптоми, зменшити внутрішньочерепний тиск та запобігти подальшому зростанню пухлини.
Основна мета операції при пухлинах головного мозку — максимально повне видалення пухлинних клітин, зберігаючи при цьому функції мозку. В залежності від типу пухлини та її локалізації, хірург може намагатися повністю видалити новоутворення або ж зменшити його розмір для подальшого лікування іншими методами.[джерело?]

### Променева терапія
Променева терапія використовує промені високоенергічних частинок, наприклад рентгенівські промені, для знищення клітин пухлини. Променева терапія може проводитися з апарату, розміщеного поза тілом пацієнта (дистанційна променева терапія) або в деяких випадках джерело випромінювання розміщене в організмі пацієнта поруч з пухлиною головного мозку (близькофокусна променева терапія).
Дистанційна променева терапія може фокусуватися тільки на ділянки головного мозку, де розташована пухлина або ж вона може впливати на весь головний мозок (опромінення всього мозку). Опромінення всього мозку іноді використовується після операції, щоб вбити пухлинні клітини, які можливо не були видалені. Опромінення всього мозку може використовуватися як варіант лікування за наявності декількох неоперабельних пухлин головного мозку. Опромінення всього мозку часто застосовується в ситуаціях, коли метастази раку поширилися в головний мозок.
Побічні ефекти променевої терапії залежать від типу терапії та дози отриманого опромінення. Звичайно може з'явитися відчуття втоми, головний біль, слабкість та подразнення шкіри голови.
Нині традиційні методи дистанційної променевої терапії замінюються новими методами, такими як: гама-ніж, лінійний прискорювач, кібер-ніж.

### Хіміотерапія
При хіміотерапії застосовуються лікарські препарати, що вбивають клітини пухлини. Препарати для хіміотерапії можна приймати перорально або їх вводять у вену (внутрішньовенне введення), таким чином вони проходять по всьому організму. Препарати для хіміотерапії також можуть вводитися в хребет, таким чином лікування впливає тільки на центральну нервову систему пацієнта.
Існує ще один вид хіміотерапії, коли препарат вводиться під час операції. Під час видалення всієї або частини пухлини головного мозку, хірург може ввести одну чи кілька дископодібних капсул у вільний простір, що залишився після пухлини. Ці капсули повільно вивільняють хіміотерапевтичний препарат протягом наступних кількох днів.
Побічні ефекти хіміотерапії залежать від типу і дози прийнятого препарату. Системна хіміотерапія може спричинити нудоту, блювання і випадання волосся (алопеція).